# Westport (Connecticut)
Westport és un poble dels Estats Units a l'estat de Connecticut. Segons el cens del 2005 tenia 26.615 habitants.

## Demografia
Segons el cens del 2000, Westport tenia 26.644 habitants, 9.586 habitatges, i 7.170 famílies. La densitat de població era de 496,8 habitants/km².
Per edats la població es repartia de la següent manera: un 27,9% tenia menys de 18 anys, un 2,7% entre 18 i 24, un 26,2% entre 25 i 44, un 28% de 45 a 60 i un 15,1% 65 anys o més.
L'edat mediana era de 41 anys. Per cada 100 dones de 18 o més anys hi havia 86,3 homes.
La renda mediana per habitatge era de 125.872 $ i la renda mediana per família de 158.894 $. Els homes tenien una renda mediana de 100.000 $ mentre que les dones 53.269 $. La renda per capita de la població era de 73.664 $. Aproximadament l'1,5% de les famílies estaven per davall del llindar de pobresa.

## Poblacions més properes
El següent diagrama mostra les poblacions més properes.